# Jalesches
Jalesches ist eine französische Gemeinde im Département Creuse in der Region Nouvelle-Aquitaine. Sie gehört zum Arrondissement Guéret und zum Kanton Boussac. Die Bewohner nennen sich Jaleschois.

## Geografie
Die Gemeinde Jalesches liegt 25 Kilometer nordöstlich von Guéret. Sie grenzt im Norden und im Osten an Clugnat, im Süden an Ladapeyre, im Westen an Châtelus-Malvaleix und im Nordwesten an Saint-Dizier-les-Domaines. Zu Jalesches gehören die Ortsteile Laveud, Le Chézeaud, Le Grand-Aigu und Marcillat.

## Bevölkerungsentwicklung
| Jahr      | 1962 | 1968 | 1975 | 1982 | 1990 | 1999 | 2008 | 2019 |
| Einwohner | 173  | 161  | 142  | 118  | 100  | 77   | 80   | 90   |